# Pay as You Enter
Pay as You Enter is een Amerikaanse filmkomedie uit 1928 onder regie van Lloyd Bacon. De film is wellicht zoekgeraakt.

## Verhaal
Mary Smith werkt als serveerster in een restauratiewagen. Ze is verliefd op Terrible Bill, een conducteur die zelf een oogje heeft op Yvonne De Russo. De machinist Clyde Jones is verliefd op Mary, maar hij is te verlegen om haar aan te spreken. Bill gaat zich interesseren voor Mary, wanneer ze 1000 dollar ontvangt als schadevergoeding voor een auto-ongeluk.

## Rolverdeling
| Acteur           | Personage       |
| ---------------- | --------------- |
| Louise Fazenda   | Mary Smith      |
| Clyde Cook       | Clyde Jones     |
| William Demarest | Terrible Bill   |
| Myrna Loy        | Yvonne De Russo |